# Fototipia

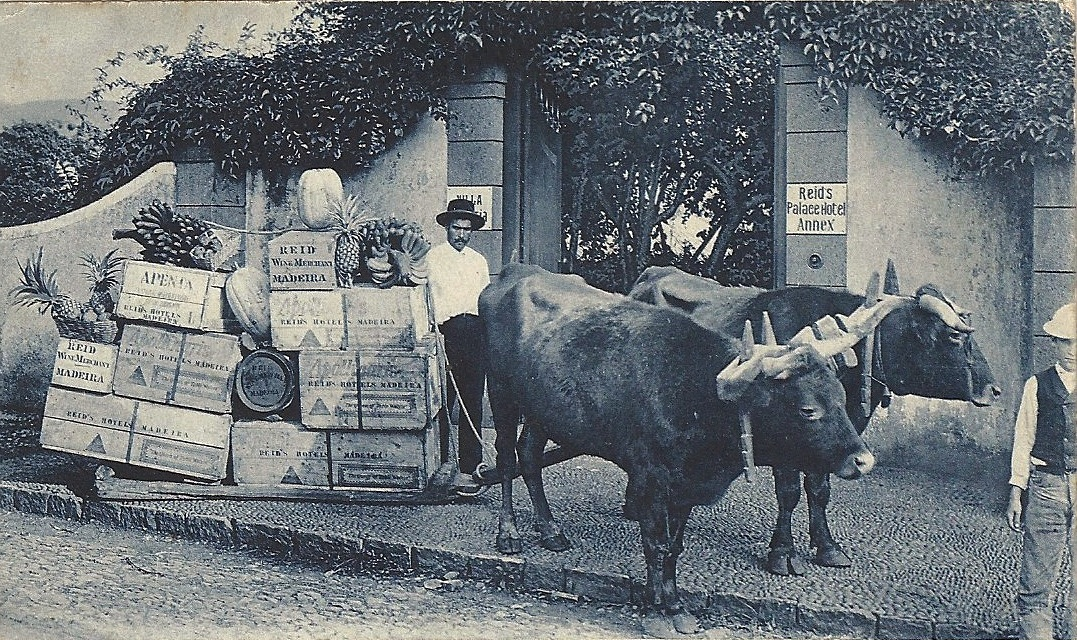
Postal enviada en el año 1914 con una vista de Madeira, Portugal. Fue impresa en fototipia, con tinta azul. Autor de la fotografía original: M. O. Perestrello.

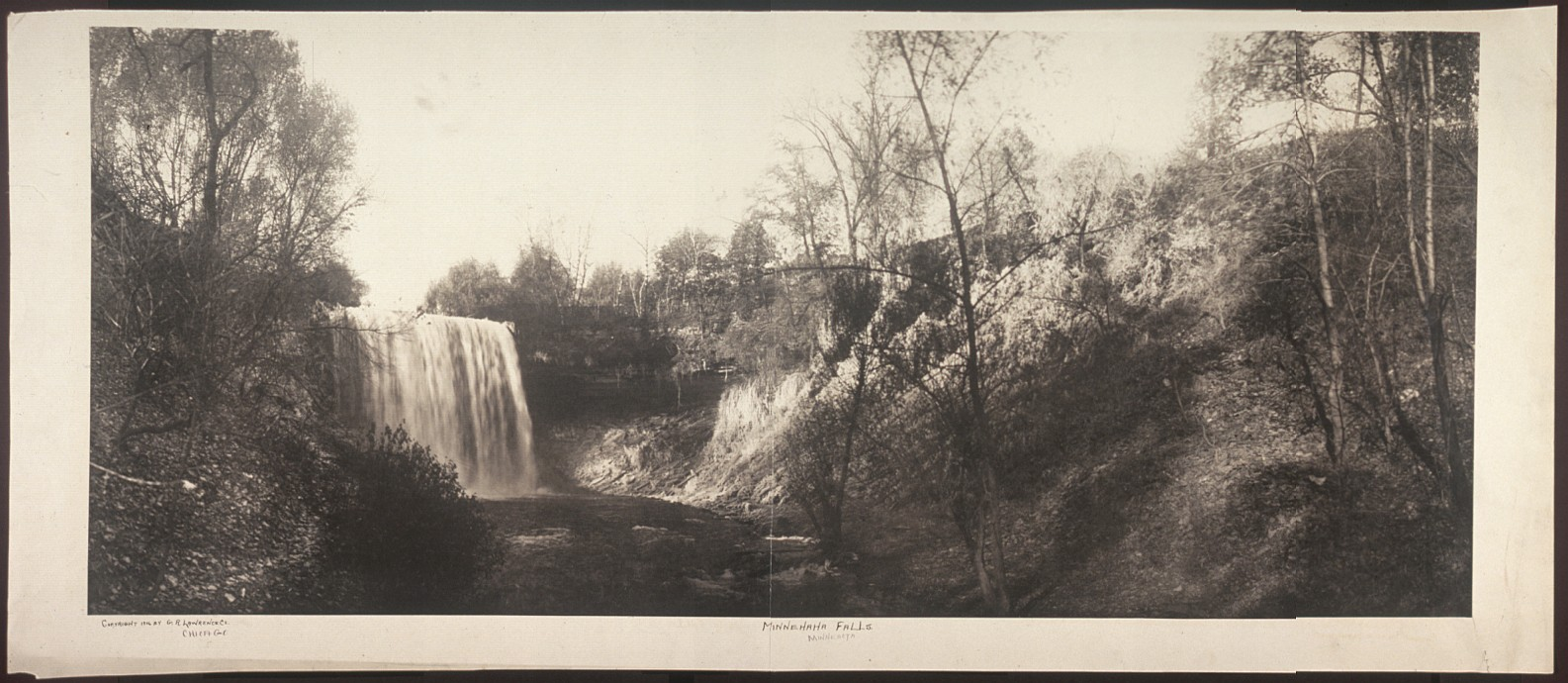
Vista de las Cataratas de Minnehaha, en fototipia. Fotografía de Geo. R. Lawrence, del año 1906.

La fototipia (Phototypie en francés, Collotipia en italiano, Lichtdruck en alemán y Collotype en inglés) fue un procedimiento de impresión fotomecánica (en talleres de artes gráficas). Ideado en 1856 por Louis Alphonse Poitevin, posteriormente fue perfeccionado por Joseph Albert, por lo que también tuvo difusión con el nombre de Albertipo.
Sobre una matriz constituida por una placa de vidrio, se extendía una capa de emulsión fotosensible constituida por gelatina bicromatada, que se sometía a cocción, y después era impresionada mediante contacto con el negativo fotográfico. La gelatina se hacía más insoluble en las zonas transparentes del mismo. De este modo la tinta se absorbía con mayor facilidad en esas zonas transparentes.
Este procedimiento permitía tirar un número limitado de 500 copias; pues se deterioraba la gelatina durante el proceso de impresión, y se perdía nitidez. 
Este sistema se empleó mucho en la impresión de postales, desde 1897 hasta mediados del siglo XX.
En España, el fotógrafo J. Laurent también disponía de una imprenta en fototipia, desde el año 1880, para ediciones de láminas e ilustraciones de libros. Pero solamente su sucesor Lacoste (antigua casa Laurent) editó postales a partir del año 1900.
La casa Hauser y Menet, establecida en Madrid, en el año 1890, estaba considerada como la mejor imprenta española en fototipia. Alcanzó gran perfección, editando láminas y postales con muy buena nitidez.
Entre los fotógrafos que emplearon este sistema, para tiraje de copias, se puede citar a Alfred Stieglitz.